# Basil Fawlty
Basil Fawlty är en rollfigur i TV-serien Pang i bygget (Fawlty Towers), som spelas av John Cleese. Basil är ägare av hotellet Fawlty Towers och gift med Sybil Fawlty. Basil var delvis baserad på den bisarre hotellägaren Donald Sinclair (1909–1981) som Cleese mötte då han bodde på dennes hotell i början av 1970-talet.

## Personlighet
Basil uppger själv att han jobbat i armén (i köksavdelningen, enligt hans maka Sybil) varefter han uppenbarligen givit sig in i hotellbranschen. Som värd för ett hotell är han emellertid ganska olämplig då han är kolerisk, obalanserad och stundtals även ganska lat. Basil har dock vissa ambitioner för sitt hotell då han vill hålla "slödder" och "patrask" borta. Vid flera tillfällen försöker han få ett mer aristokratiskt klientel att ta in på hotellet (till exempel i avsnittet "A Touch of Class") men ofta misslyckas dessa projekt. Basil är inställsam mot personer som han upplever som socialt överlägsna honom själv men är betydligt otrevligare mot andra människor. Särskilt svårt har Basil för kyparen Manuel som han på olika vis hunsar och använder såväl verbalt som fysiskt våld mot. För sin maka Sybil, hotellets verkliga styresman, är han närmast hundlikt rädd i vissa situationer. Stundtals anstränger sig Basil för att försöka uppträda normalt men dessa tillfällen infaller oregelbundet. Han är även känd för sina många sarkasmer men ofta säger han dessa (särskilt då det gäller hans fru) bakom människors rygg.